# Serapion Starszy

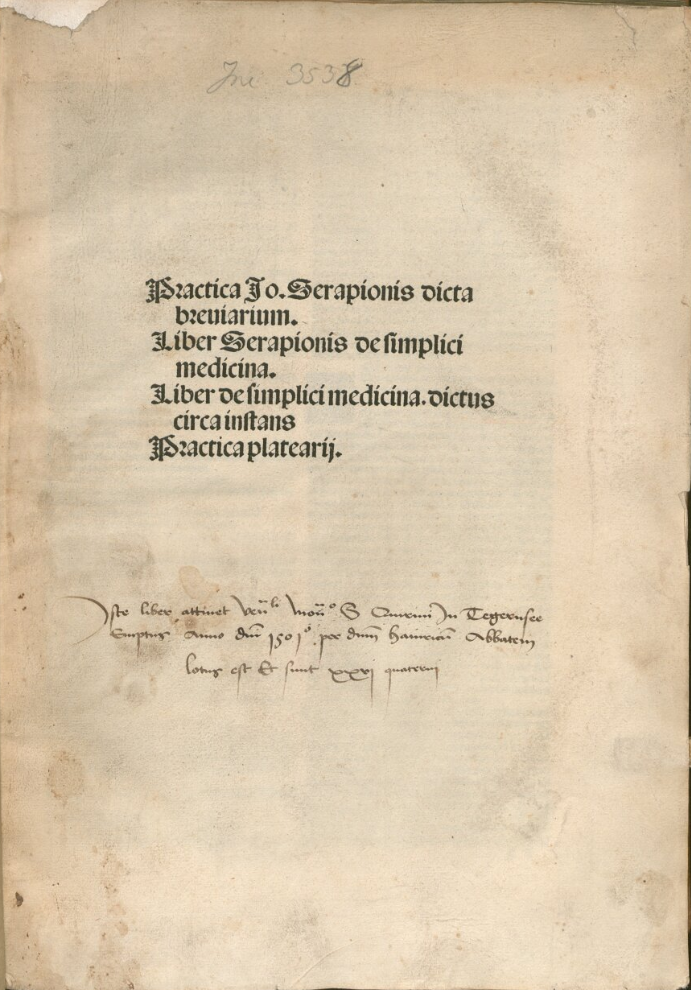
Strona tytułowa dzieła
Practica Jo. Serapionis (1497)

Serapion Starszy (Jahja ibn Sarafiun, łac. Joannes Serapio) – syryjski lekarz z drugiej połowy IX wieku, znany też jako Johannes Serapion, Janus, Johannes Damascenus.
Zachowały się dwie jego prace: Aphorismi Magni Momenti de Medicina Practica oraz al-Kunnash, ta ostatnia znana też jako Pandectae, Aggregator, Breviarium, Practica, lub Therapeutica Methodus. Opisał metody stosowane przez starożytnych Greków i lekarzy arabskich.